# Luigi Marco Bassani
Luigi Marco Bassani (Hinsdale, 30 maggio 1963) è uno storico italiano con cittadinanza statunitense, specialista in storia delle dottrine politiche.

## Biografia
Figlio del fisico Franco Bassani si laurea con lode in Scienze politiche presso l'Università di Pisa nel 1989. Nel suo percorso di studi fa parte del Collegio Ghislieri di Pavia e trascorre dei periodi presso l'Università di Boston e il Politecnico di Sheffield, nel Regno Unito.
Tra il 1992 e il 1993 è visiting scholar presso l'Istitute of Governmental Studies dell'Università  di Berkeley. Rientrato in Italia, lavora ad un progetto annuale di ricerca sul federalismo presso l'ISPI, sotto la direzione di Franco Bruni e all'Università Suor Orsola Benincasa di Napoli. 
Nel 1995 torna a Pisa, dove presso la Scuola Superiore Sant'Anna consegue il dottorato di ricerca in Scienze Politiche discutendo una tesi sulla teoria politica e costituzionale di John C. Calhoun, statista e settimo vicepresidente degli Stati Uniti d'America. 
Dal 1998 lavora per la cattedra di storia delle dottrine politiche dell'Università degli Studi di Milano. Dal 2006 è professore associato, diventando professore ordinario nel 2017. Il 14 maggio 2021 il Consiglio di amministrazione dell'Università degli Studi di Milano ha deliberato la sua sospensione per il periodo di un mese, dopo che per alcuni mesi una commissione disciplinare interna all'ateneo aveva approfondito le motivazioni del provvedimento. Infatti nel mese di novembre 2020 aveva condiviso sul suo profilo personale di Facebook una vignetta in lingua inglese dal contenuto ritenuto sessista, rivolta alla vicepresidente degli Stati Uniti d'America, in quel momento neoeletta, Kamala Harris. 
Fellow del Ludwig von Mises Institute dal 2002 e dell'International Center for Jeffersonian Studies dal 2003, è stato visiting scholar presso la Florida Atlantic University e l'Università Duke, nella Carolina del Nord. Di recente ha tenuto dei corsi anche presso la Facoltà di Teologia di Lugano.
Studioso della tradizione americana e del pensiero di Thomas Jefferson, cui ha dedicato larga parte della sua produzione scientifica e varie monografie in lingua italiana, Bassani indaga le questioni teoriche che riguardano il dibattito sul federalismo. I suoi studi spaziano tra la Rivoluzione Americana e la Guerra di secessione. Si interessa della filosofia politica del liberalismo classico e della scuola austriaca, della storiografia di Niccolò Machiavelli e dell'opera di Bruno Leoni, oltre che dell'eredità del pensiero marxista in Italia.
Le sue ricerche principali sono state orientate ad evidenziare la tensione esistente tra la tradizione politico-culturale dell'Europa (centrata sulla nozione di sovranità) ed il pensiero americano (nel quale hanno un ruolo fondamentale la questione dei diritti naturali individuali ed una teoria delle istituzioni che valorizza — grazie al federalismo — il pluralismo e la competizione). Ha anche sostenuto il libertarianismo, nell'indirizzo anarco-capitalistico. 
Ha collaborato con Gianfranco Miglio, considerato l'"ideologo" della Lega Nord, all'interno della Fondazione Italia Federale. Nel 2013 si è candidato, da indipendente, nelle liste di Fare per Fermare il Declino, movimento guidato da Oscar Giannino. Solidarizza da sempre con le posizioni indipendentiste diffuse in Lombardia e Veneto.
Con Alessandro Vitale e William Stewart ha lavorato ad un corposo dizionario enciclopedico sui temi della teoria federale (I concetti del federalismo), pubblicato all'interno della collana "Arcana imperii" curata da Miglio per l'editore Giuffrè. Insieme con Carlo Lottieri e Mauro Maldonato ha curato anche una collana sulla storia delle idee politiche ("Sfere della libertà", edita da Guida).

## Opere

### Manuali
- (con Stefano Galli e Franco Livorsi) Da Platone a Rawls. Lineamenti di storia del pensiero politico, Torino, Giappichelli, 2012.
- (con Alberto Mingardi) Dalla Polis allo Stato. Introduzione alla storia del pensiero politico, Torino, Giappichelli, 2015.

### Libri
- Contro lo Stato nazionale. Federalismo e democrazia in Thomas Jefferson, Bologna, Fenicottero, 1995
- (con William Stewart e Alessandro Vitale), I concetti del federalismo, Milano, Giuffrè, 1995.
- Il pensiero politico di Thomas Jefferson, Milano, Giuffrè, 2002.
- Thomas Jefferson. Un profilo intellettuale, Guida, Napoli, 2002.
- Marxismo e liberismo nel pensiero di Enrico Leone, Milano, Giuffrè, 2005.
- Dalla Rivoluzione alla Guerra civile. Federalismo e Stato moderno in America, 1776-1865, Soveria Mannelli, Rubbettino, 2009.
- Liberty, State, and Union: The Political Theory of Thomas Jefferson, Macon, GA, Mercer University Press, 2010.
- Repubblica o democrazia? John C. Calhoun e i dilemmi di una società libera, Torino, IBL libri, 2016.

### Traduzioni
- Allen Buchanan, Secessione, Milano, Mondadori, 1994.
- Murray N. Rothbard, L'etica della libertà, Macerata, Liberilibri, 1995.
- Albert Jay Nock, Il nostro Nemico, lo Stato, Macerata, Liberilibri, 1995.
- Daniel J. Elazar, Idee e forme del federalismo, Milano, Edizioni di Comunità, 1995.
- Benjamin Constant, Conquista e usurpazione , Torino, IBL libri, 2009 (curatela).

### Capitoli di libri
- Albert Jay Nock e i libertari americani: i fedeli attardati della grande tradizione”, Introduction to the Italian edition of A.J. Nock, Our Enemy, the State (1935), Macerata, Liberilibri, 1995, pp. IX-XXXIX.
- “Thomas Jefferson, alle radici del radicalismo democratico e libertario americano”, Introduction a short Italian edition of writings of Thomas Jefferson: Th. Jefferson, Contro lo Stato nazionale. Federalismo e democrazia in Thomas Jefferson, Bologna, Il Fenicottero, 1995, pp. 15-64.
- Introduction and translation of D.J. Elazar, Exploring Federalism, Milano, Edizioni di Comunità, 1995, pp. VII-XX.
- “L’anarco-capitalismo di Murray Newton Rothbard (1926-1995)”, Introduction to M.N. Rothbard, The Ethics of Liberty (1982), translated and edited, Macerata, Liberilibri, 1996, pp. XI-XLIV.
- “Confederazione e Federazione. Una falsa opposizione?”, in Il federalismo fra filosofia e politica, U. Collu, ed., Nuoro, Studio stampa, 1998, pp. 51-77.
- “Sovranità e giusnaturalismo: come si esce dalle rivoluzioni”, in L’insopportabile peso dello Stato, Treviglio, LF Editore, 2000, pp. 92-106.
- “La Repubblica romana del 1849. Idee politiche e costituzionali”, in Libertà e Stato nel 1848-49, F. Livorsi, ed., Milano, Giuffrè, 2001, pp. 305-341.
- [con Carlo Lottieri] “The Problem of Security: Historicity of the State and European Realism”, in The Myth of National Defense: Essays the Theory and History of Security Production, H.H. Hoppe, ed., Auburn, Ludwig von Mises Institute, 2003, pp. 21-64.
- “Luigi Sturzo: federalista impenitente”, in Luigi Sturzo e la democrazia nella prospettiva del terzo millennio, Atti del seminario internazionale, Erice 7-11 ottobre 2000, E. Guccione, ed., Firenze, Olschki, 2004, pp. 339-363.
- [con J. Guido Hülsmann] “Mises in America”, in Ludwig von Mises: le scienze sociali nella Grande Vienna, L. Infantino e N. Iannello, eds., Soveria Mannelli, Rubbettino, 2004, pp. 51-85.
- Introduction to the Italian edition of M.N. Rothbard, For a New Liberty (1973), Macerata, Liberilibri, 2004, pp. XI-XXXIX.
- “Bürgerhumanismus e repubblicanesimo: il Machiavelli di Hans Baron e John Pocock”, in Machiavelli nella storiografia e nel pensiero politico del XX secolo. Atti del convegno di Milano, 16 e 17 maggio 2003, L.M. Bassani and C. Vivanti, eds., Milano, Giuffrè, 2006, pp. 299-327.
- Machiavelli nel “secolo breve”, [con C. Vivanti], in Machiavelli nella storiografia e nel pensiero politico del XX secolo. Atti del convegno di Milano, 16 e 17 maggio 2003, L.M. Bassani e C. Vivanti, eds., Milano, Giuffrè, 2006, pp. VII-XXXIV.
- “Centralizzazione politica e declino del liberalismo classico negli Stati Uniti dell’Ottocento”, in Libertà e liberali in Europa e in America, F. Sabetti, ed., Milano, Guerini, 2007, pp. 243-274.
- “Manzoni cattolico e liberale”, in Manzoni Oggi, Piacenza, Banca di Piacenza, 2007, pp. 9-27.
- “Benjamin Constant fra Stato e libertà”, Introduction to the translation of Benjamin Constant, Conquista e usurpazione (1814), Torino, IBL libri, 2009, pp. 9-60.
- Introduction to B. Leoni, Il pensiero politico moderno e contemporaneo, A. Masala, ed., Macerata, Liberilibri, 2008, pp. XXIX-XLVIII.
- “Abraham Lincoln and the Modern State”, in Property, Freedom, and Society: Essays in Honor of Hans-Hermann Hoppe, J.G. Hülsmann and S. Kinsella, eds., Ludwig von Mises Institute, Auburn, 2009, pp. 81-94.
- “Machiavelli and Revolutionary America: Beyond the Republican Paradigm”, in Anglo-American Faces of Machiavelli, A. Arienzo, G. Borrelli, eds., Polimetrica Publisher, Italy, 2009, pp. 379-402.
- “Gli avversari della Costituzione americana: “antifederalisti” o federalisti autentici?”, Introdution to the translation of some anti-federalist writings Gli antifederalisti. I nemici della centralizzazione in America, 1787-1788, Torino, IBL libri, 2011, pp. 9-63.
- “John C. Calhoun: consenso e maggioranza semplice”, Introduction to the Italian edition of J.C. Calhoun, Disquisition on Government (1850), Macerata, Liberilibri, 2011, pp. IX-XCV.
- “Statalismo” e “Individualismo”, entries for a dictionary on Italian Liberalism the Dizionario del liberalismo italiano, Soveria Mannelli, Rubbettino, 2012.
- “La fortuna di Machiavelli negli Stati Uniti”, Enciclopedia machiavelliana, Roma, Treccani-Istituto dell’Enciclopedia italiana, 2014, vol. 2, pp. 566-569.
- “Najemy, John Michael”, Enciclopedia machiavelliana, Roma, Treccani-Istituto dell’Enciclopedia italiana, 2014, vol. 2, pp. 211.
- “Lo ‘Stato federale’, il diritto pubblico europeo fra dottrina e ideologia”, in Libertates, Stato, politica e diritto alla prova delle libertà individuali, a C. Lottieri and D. Velo Dalbrenta, eds., Torino, IBL libri, 2014, pp. 155-192.
- “Bruno Leoni nel labirinto liberale: un itinerario politico”, Introduction to B. Leoni, Opere complete, vol. V, Liberalismo e storia del pensiero politico, R. Cubeddu, C. Lottieri, A. Masala, eds., IBL Libri, Torino, 2014, pp.1-27.
- “Cantons and Confederations: “Helvetia” Pictures in the American Constitutional Debates” in Europe, Switzerland, and the Future of Freedom. Essays in Honour of Tito Tettamanti, Konrad Hummler and Alberto Mingardi, eds., Torino, IBL libri, 2015, pp. 31-48.
- “La maggioranza fra Stato e federazione”, in Il carattere della libertà. Saggi in onore di Aldo Canovari, Serena Sileoni, ed., Torino, IBL Libri, 2016, pp. 145-158.
- “Bruno Leoni critico del marxismo”, in Bruno Leoni: Per un liberalismo integrale, a cura di R. A. Modugno e D. Thermes, Rubbettino, Soveria Mannelli, 2018, pp. 267-285.

### Articoli su riviste scientifiche
- “I costi delle campagne elettorali: riflessioni sul sistema americano”, Appunti di Cultura e di Politica, Roma, n. 6, luglio 1991, pp. 28-36.
- [con Giuseppe Are], “Dopo il New Deal. Un nuovo sistema dei partiti”, MondOperaio, Roma, febbraio 1992, a. XLV, pp. 84-95.
- “Glorie e misfatti delle primarie americane”, Appunti di Cultura e di Politica, Roma, n. 7, settembre 1992, pp. 17-26.
- “La fine del credo americano ed il mandato di Clinton”, Appunti di Cultura e di Politica, Roma, n. 1, gennaio 1993, pp. 30-38.
- [con Serenella Pegna], “Riforma istituzionale e crisi dei partiti”, Il Ponte, Firenze, a. XLIX, n. 5, maggio 1993, pp. 584-596.
- “Clinton: cento giorni all’insegna dell’incertezza”, MondOperaio, Roma, a. XLVI, aprile-maggio 1993, pp. 36-42.
- “Le promesse del federalismo”, Relazioni Internazionali, Milano, a. LVIII (VII nuova serie), n. 1, gennaio 1994, pp. 50-60.
- “In margine a Secessione di Allen Buchanan”, Federalismo & Società, Bologna, a. I, n. 2, 1994, pp. 47-56.
- [con Giuseppe Are], “Quiénes votaron a Clinton y por qué”, Cuadernos del claeh, Revista Uruguya de Ciencias Sociales, Montevideo (Uruguay), 2ª serie, a. XIX, n. 2, March 1994, pp. 117-132.
- “Federalismo e Anarchia”, Federalismo & Società, Bologna, a. I, n. 3, 1994, pp. 89-98.
- “Alexander Hamilton e i federalisti europei”, Élites, Napoli, a. I, n. 4, 1998, pp. 19-32.
- Dibattito sul volume L’Età liberale di Valerio Zanone, Biblioteca della Libertà, Torino, a. XXXIII, n. 142, 1998, pp. 17-23.
- [con Carlo Lottieri] “Natura del liberalismo e storia dell’Occidente: una mostra a Milano”, Biblioteca della Libertà, Torino, a. XXXIV, n. 151, 1999, pp. 61-83.

- "Jefferson, Calhoun and States' Rights: The Uneasy Europeanization of American Politics", Telos, 1999, pp. 109–154.

- “Thomas Jefferson e la repubblica federale dei diritti naturali”, Biblioteca della Libertà, Torino, novembre-dicembre 2002, n.167, pp. 81-97.
- “The Bankruptcy of the Republican School”, Telos, New York, n. 129, Spring, 2003, pp. 131-158.
- “Diritti e ordinamenti federali”, Quaderni Costituzionali, Bologna, a. XXIII, n. 2, giugno 2003, pp. 362-363.
- “Il repubblicanesimo: una “nuova tradizione” tra storiografia e ideologia”, Il Politico, Pavia, LXVIII, n. 3, Settembre-Dicembre 2003, pp. 435-466.

- Life, Liberty and ...: Jefferson on Propery Rights, Journal of Libertarian Studies, 18, 2004, pp. 31–87.

- “L’equivoco liberal-democratico. Il caso americano”, Nuova Storia Contemporanea, Firenze, a. XI, n. 3, 2007, pp. 23-40.
- “Fra Polis e Stato: riflessioni su uno spazio non percorribile”, Educazione sentimentale, Milano, n. 21, 2014, pp. 61-76.
- “Stati e Costituzione: il federalismo autentico di John C. Calhoun (1782-1850)”, Eunomia. Rivista semestrale di Storia e Politica Internazionali , a. IV, n. 1, 2015, pp. 291-318.
- “La convenzione di Hartford del 1814”, Eunomia. Rivista semestrale di Storia e Politica Internazionali , a. V, n. 2, 2017, pp. 231-252.